# Championnat de Suisse de football 1901-1902
Navigation
Édition précédente Édition suivante
La 5e édition du championnat de Suisse de football est remportée par le FC Zurich.
Le BSC Young Boys et le FC Berne complètent le podium.
Le championnat est divisé en trois groupes régionaux. Les premiers de chaque groupe sont qualifiés pour la phase finale décidant du champion. 

## Les clubs de l'édition 1901-1902
| Club                    | Ville             |
| ----------------------- | ----------------- |
| Blue Stars Saint-Gall   | Saint-Gall        |
| BSC Old Boys            | Bâle              |
| BSC Young Boys          | Berne             |
| Excelsior Bâle          | Bâle              |
| FC Bâle                 | Bâle              |
| FC Berne                | Berne             |
| FC La Chaux-de-Fonds    | La Chaux-de-Fonds |
| FC Neuchâtel            | Neuchâtel         |
| FC Saint-Gall           | Saint-Gall        |
| FC Zurich               | Zurich            |
| Fire Flies Zurich       | Zurich            |
| Fortuna Bâle            | Bâle              |
| Grasshopper-Club Zurich | Zurich            |
| Servette FC             | Genève            |

## Compétition

### Classements
Le classement est établi sur le barème de points classique (victoire à 2 points, match nul à 1, défaite à 0).

#### Groupe Ouest
| Rang | Équipe               | Pts | J | G | N | P | Bp | Bc | Diff |
| ---- | -------------------- | --- | - | - | - | - | -- | -- | ---- |
| 1    | FC Berne             | 8   | 6 | 4 | 0 | 2 | 14 | 7  | +7   |
| 2    | Servette FC          | 6   | 6 | 3 | 0 | 3 | 9  | 11 | -2   |
| 3    | FC La Chaux-de-Fonds | 5   | 6 | 2 | 1 | 3 | 8  | 6  | +2   |
| -    | FC Neuchâtel         | 5   | 6 | 2 | 1 | 3 | 9  | 16 | -7   |

|  | Qualification pour la phase finale |

#### Groupe Centre
| Rang | Équipe         | Pts | J | G | N | P | Bp | Bc | Diff |
| ---- | -------------- | --- | - | - | - | - | -- | -- | ---- |
| 1    | BSC Young Boys | 11  | 7 | 5 | 1 | 1 | 26 | 8  | +18  |
| 2    | FC Bâle        | 10  | 7 | 5 | 0 | 2 | 15 | 7  | +8   |
| 3    | BSC Old Boys   | 9   | 7 | 4 | 1 | 2 | 27 | 6  | +21  |
| -    | FC Bâle        | 2   | 7 | 1 | 0 | 6 | 12 | 31 | -19  |
| 5    | BSC Young Boys | 0   | 4 | 0 | 0 | 4 | 1  | 29 | -28  |

|  | Qualification pour la phase finale |

#### Groupe Est
| Rang | Équipe                  | Pts | J | G | N | P | Bp | Bc | Diff |
| ---- | ----------------------- | --- | - | - | - | - | -- | -- | ---- |
| 1    | FC Zurich               | 16  | 8 | 8 | 0 | 0 | 65 | 9  | +56  |
| 2    | Grasshopper-Club Zurich | 12  | 8 | 6 | 0 | 2 | 46 | 15 | +31  |
| 3    | FC Saint-Gall           | 6   | 8 | 3 | 0 | 5 | 23 | 36 | -13  |
| -    | Fire Flies Zurich       | 6   | 8 | 3 | 0 | 5 | 15 | 49 | -34  |
| 5    | Blue Stars Saint-Gall   | 0   | 8 | 0 | 0 | 8 | 8  | 48 | -40  |

|  | Qualification pour la phase finale |

#### Phase finale
Matchs
| Équipe 1  | Résultat | Équipe 2       | Date          | Lieu  |
| --------- | -------- | -------------- | ------------- | ----- |
| FC Zurich | 2 - 0    | BSC Young Boys | 6 avril 1902  | Aarau |
| FC Berne  | 2 - 2    | BSC Young Boys | 13 avril 1902 | Berne |
| FC Zurich | 7 - 1    | FC Berne       | 20 avril 1902 | Aarau |

Classement
| Rang | Équipe         | Pts | J | G | N | P | Bp | Bc | Diff |
| ---- | -------------- | --- | - | - | - | - | -- | -- | ---- |
| 1    | FC Zurich      | 4   | 2 | 2 | 0 | 0 | 9  | 1  | +8   |
| 2    | BSC Young Boys | 1   | 2 | 0 | 1 | 1 | 2  | 4  | -2   |
| -    | FC Berne       | 1   | 2 | 0 | 1 | 1 | 3  | 9  | -6   |

|  | Champion de Suisse |

## Bilan de la saison
| Tableau d'Honneur                 |           |
| Compétition                       | Vainqueur |
| Championnat de Suisse de football | FC Zurich |